# Schtschokino
Schtschokino (russisch Щёкино, DIN-Transliteration Ščëkino) ist eine russische Mittelstadt und Rajonzentrum mit 58.139 Einwohnern (Stand 14. Oktober 2010) in der Oblast Tula im Föderationskreis Zentralrussland.

## Geographie
Schtschokino liegt im zentralrussischen Braunkohlerevier im Norden der Mittelrussischen Platte, gut 200 km südlich von Moskau und 15 km südwestlich der Gebietshauptstadt Tula. Die nächstgelegenen Städte neben Tula sind Sowetsk (10 km südöstlich), Lipki (13 km südöstlich) und Bolochowo (21 km nordöstlich). Die natürliche Umgebung der Stadt besteht vorwiegend aus für Südrussland und südliches Zentralrussland typischer Waldsteppenlandschaft, wobei Waldflächen lediglich etwa 13 % des Gebietes des Rajons Schtschokino ausmachen.

## Geschichte
Erste Ortschaften in der Gegend des heutigen Schtschokino entstanden in den 1840er-Jahren mit dem Bau einer durchgehenden Straße von Moskau über Tula nach Orjol. Rund zwei Jahrzehnte später wurde auch die parallele Eisenbahnlinie in Betrieb genommen, die heute Teil der Strecke von Moskau über Kursk und Charkiw bis nach Simferopol ist. Im Bereich der heutigen Stadt entstand 1869 die Bahnstation Jassenki.

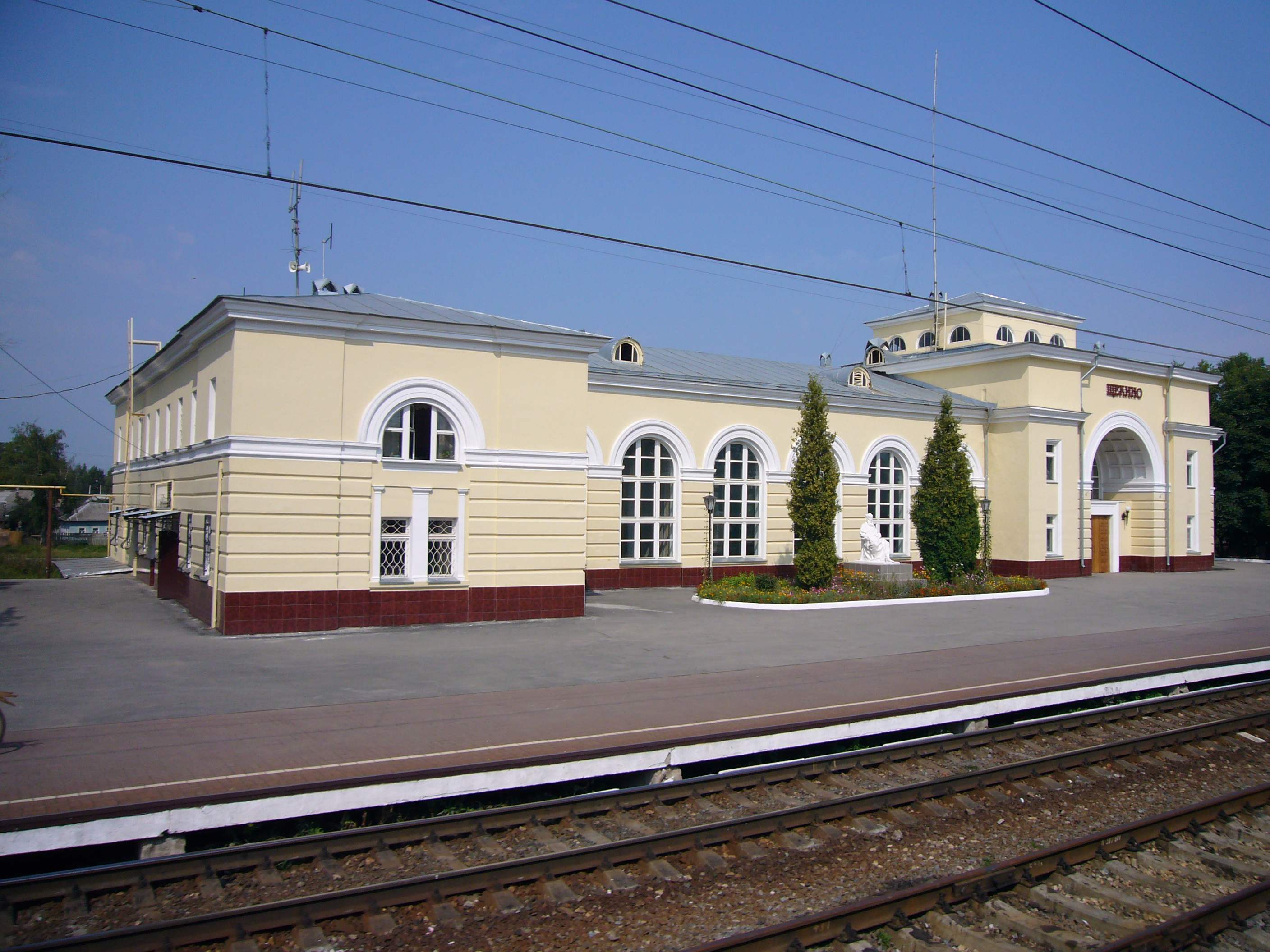
Bahnhof von Schtschokino

Die Gründung der eigentlichen Stadt begann 1870, als um die Station herum die industrielle Förderung der Braunkohle einsetzte. Anfang des 20. Jahrhunderts war Schtschokino bereits eine größere Siedlung mit Handels- und Industriebetrieben. 1903 erhielt auch der Bahnhof nach der zugehörigen Ortschaft den Namen Schtschokino.
In den 1930er-Jahren wurde Schtschokino zum Zentrum des gleichnamigen Rajons erklärt und erhielt 1938 das Stadtrecht. Im Zweiten Weltkrieg war Schtschokino während der Schlacht um Moskau zwar relativ kurzzeitig (vom Oktober bis Dezember 1941) von den Deutschen besetzt, erlitt aber auch in dieser Zeit dennoch erhebliche Schäden. In den 1950er-Jahren entstanden in der Stadt neue Chemiebetriebe auf der Grundlage der Braunkohleförderung.

### Bevölkerungsentwicklung
| Jahr | Einwohner |
| ---- | --------- |
| 1939 | 11.334    |
| 1959 | 45.556    |
| 1970 | 61.313    |
| 1979 | 70.318    |
| 1989 | 69.251    |
| 2002 | 61.588    |
| 2010 | 58.139    |

Anmerkung: Volkszählungsdaten

## Wirtschaft und Verkehr
Neben dem Bergbau, der heute nicht mehr die ursprüngliche Bedeutung hat, bildet die chemische Industrie einen weiteren wichtigen Wirtschaftszweig in Schtschokino, die mit drei Großbetrieben – OAO Schtschokinoasot, AO Chimwolokno und AOST Sawod Kislotoupor – vertreten ist. Bedeutend ist ferner ein Heizkraftwerk, das 1953 in Betrieb genommen wurde.
Durch die Stadt verläuft die Fernstraße M2, die Moskau mit dem Süden Russlands verbindet, und die Bahnstrecke Moskau Kurskaja–Tula–Kursk–Simferopol, an der Schtschokino einen Fernbahnhof hat.

## Sehenswürdigkeiten
Schtschokino hat ein Heimatmuseum. Nahe der Stadt liegt mit dem ehemaligen Tolstoi-Landgut und Freilichtmuseum „Jasnaja Poljana“ eine der bedeutendsten Sehenswürdigkeiten der Oblast Tula.

## Söhne und Töchter der Stadt
- Sergei Saljotin (* 1962), russischer Kosmonaut
- Tazzjana Ljadouskaja (* 1966), sowjetische und belarussische Hürdenläuferin und Staffel-Olympiasiegerin
- Darja Abramowa (* 1990), russische Boxerin